# Aura (síntoma)

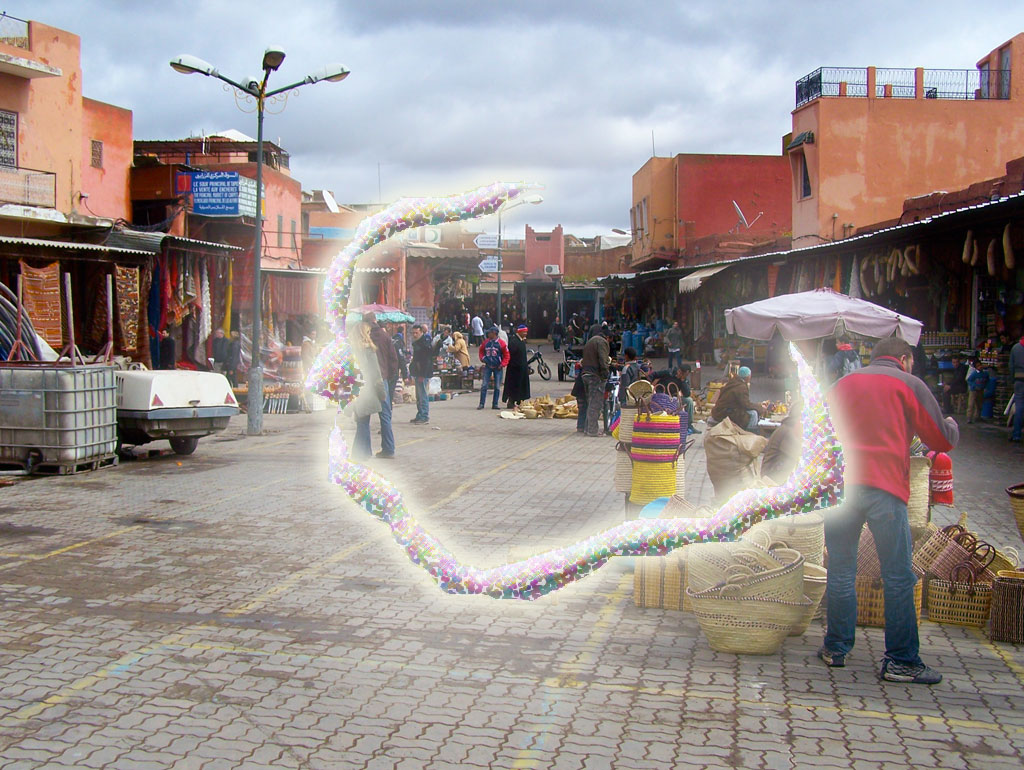
Ilustración de un aura

Se denomina aura (del latín, aura, aliento) a la sensación o fenómeno subjetivo que precede y señala el comienzo de un ataque paroxístico, como puede ser el epiléptico (Galeno). La palabra aura hace alusión a una serie de diferentes conceptos:
- Aura asmática: Ataques premonitorios que preceden a un ataque de asma bronquial.
- Aura auditiva: Sensación auditiva que a veces precede al ataque de epilepsia.
- Aura cinestésica: Sensación de movimiento en alguna parte del cuerpo, con o sin movimiento real de la misma.
- Aura eléctrica: Sensación de brisa experimentada al recibir una descarga de electricidad estática.
- Aura epigástrica: Sensación dolorosa en el epigastrio que precede a veces al ataque epiléptico.
- Aura epiléptica: Sensación peculiar que a veces avisa de la proximidad de un ataque de epilepsia.
- Aura histérica: Aura semejante a la que precede a un ataque epiléptico que experimentan en ocasiones los histéricos.
- Aura intelectual: Estado de desvarío que a veces precede a un ataque de epilepsia. Se conoce también como aura reminiscente.
- Aura motriz: Movimientos determinados que preceden a un ataque de epilepsia.
- Aura procursiva: Impulso de correr que precede frecuentemente a un ataque epiléptico.
- Aura vertiginosa: Ataque repentino de vértigo.[1]

Las auras son también el principal síntoma que advierte una migraña en algunas personas. Estas pueden presentarse desde momentos antes hasta 24 horas antes de que se inicie el dolor de cabeza. Son síntomas neurológicos generalmente visuales (puntos brillantes, luces centelleantes o destellos, visión borrosa) comunes en uno o ambos ojos y es común que ocurran en cualquier combinación:

## Cambios visuales
- Luces brillantes o manchas
- Líneas en zigzag
- Distorsiones de tamaños y figuras de objetos
- Vibración del campo visual
- Figuras brillantes y parpadeantes
- Campo visual reducido
- Puntos ciegos que se expanden lentamente
- Visiones tipo caleidoscopio sobre el campo visual
- Ceguera temporal de uno o ambos ojos
- Aumentada sensibilidad a la luz

## Cambios auditivos
- Escuchar sonidos que no están ahí (alucinaciones auditivas)
- Distorsión de voces o sonidos
- Aumentada sensibilidad auditiva

## Otras sensaciones
- Olores o gustos extraños
- Aumentada sensibilidad al olor
- Déjà vu o Jamais vu
- Aura cefálica (sensación de movimiento dentro de la cabeza)
- Aura gástrica (sensación de aumento de actividad gástrica)